# Bóka István
Bóka István (Veszprém, 1964. január 12. –) magyar ügyvéd, polgármester, országgyűlési képviselő.

## Életpályája
Szülei Bóka István és Faa Irén voltak. A veszprémi Lovassy László Gimnáziumban érettségizett 1982-ben. 1983–1988 között az Eötvös Loránd Tudományegyetem Állam- és Jogtudományi Karának hallgatója volt. 1988–1991 között a Kisosz veszprémi jogi irodájában előadóként dolgozott. 1990–2002 között az alsóörsi képviselő-testület tagja volt. 1990–1993 között Alsóörs alpolgármestere, 1993–2002 között polgármestere (Fidesz) volt. 1991–1993 között az FLC Rt. menedzsere volt. 1992-től a Fidesz tagja, 1993–1996 között az országos választmány tagja volt. 1993-tól Veszprémben egyéni ügyvéd. 1994-ben országgyűlési képviselőjelölt lett. 1994–1998 között a Veszprém Megyei Közgyűlés tagja volt. 1995–1998 között a Veszprém Megyei Gyermek- és Ifjúsági Alapítvány kuratóriumának elnöke volt. 1998–2014 között országgyűlési képviselő (Balatonfüred) volt. 1998–2002 között az Idegenforgalmi bizottság tagja volt. 1999-től a Fidesz Veszprém megyei választmányának elnökségi tagja. 1999–2002 között, valamint 2010-től a Balatoni Fejlesztési Tanács elnöke. 2002 óta Balatonfüred polgármestere (2002–2006: Fidesz-MDF-MKDSZ; 2006-: Fidesz-KDNP-MDF). 2002-ben a terület-fejlesztési bizottság tagja lett. 2002–2014 között az Önkormányzati bizottság tagja, 2002–2003 között elnöke volt. 2003-tól a Balatoni Szövetség elnökségének tagja. 2006–2014 között az Önkormányzati és terület-fejlesztési bizottság tagja volt.

## Díjai
- Az év polgármestere (2007)
- Litér díszpolgára